# Kristus och Magdalena
Kristus och Magdalena är en oljemålning av den finländske konstnären Albert Edelfelt från 1890. Den är utställd på Ateneum i Helsingfors.
Edelfelt har målat Jesus och en knäböjande Maria Magdalena i en finländsk björkskog i höstskrud. Förutom Bibeln inspirerades Edelfelt av berättelser ur folkdiktverket Kanteletar. Som modell för Kristusfiguren stod konstnärskollegan Magnus Enckell.